# Saint-Vallier-sur-Marne
Saint-Vallier-sur-Marne település Franciaországban, Haute-Marne megyében. Lakosainak száma 173 fő (2022. január 1.). Saint-Vallier-sur-Marne Chalindrey, Chatenay-Mâcheron, Culmont, Langres, Saint-Maurice és Saints-Geosmes községekkel határos.

## Népesség
A település népessége az elmúlt években az alábbi módon változott:
| Lakosok száma | 128  | 149  | 141  | 180  | 175  | 176  | 176  | 172  | 172  | 173  |
|               | 1968 | 1982 | 1990 | 2006 | 2013 | 2015 | 2017 | 2019 | 2020 | 2022 |